# Jovan Četirević Grabovan

Jovan Četirević Grabovan (alb. Joan Çetir Grabovari) (Grabovo, Sjeverna Makedonija, oko 1716.– Osijek, oko 1787.) - srpski slikar. Oslikao je mnoge pravoslavne crkve u Hrvatskoj, Srbiji, Mađarskoj i Albaniji. Smatra se jednim od majstora pravoslavnog ikonostasnog slikarstva.
Rođen je u selu Grabovo kod Ohrida, u Sjevernoj Makedoniji. Prvo se prezivao Četir, a kasnije je promijenio prezime u Četirević. Njegova obitelj bila je grčko-cincarskog i albanskog podrijetla, što ga povezuje s ateljeima sjeverne Grčke. Slikarski zanat izučio je u Rusiji od 1746. godine, a prethodno je deset godina živio u Mađarskoj. Nakon povratka iz Rusije živio je u rodnom mjestu, gdje se i oženio.
Iz crkvenih knjiga zna se, da je kasnije živio u Osijeku s majkom, bratom, sestrom i šestero djece. Doselio se između 1767. i otvorio slikarsku radionicu. Tu se upoznao s baroknim slikarstvom, koje će preobraziti njegovo djelo. U Osijeku je ostao živjeti do svoje smrti, a većinu svojih ikona potpisao je kao “žitelj osječki”.
Svoju profesionalnu karijeru započeo je na habsburškim prostorima u središnjoj Hrvatskoj i Slavoniji, te Vojvodini, u službi pravoslavnih Srba (Karlovačka mitropolija sa sjedištem u Srijemskim Karlovcima). Iako je njegov slikarski stil bio s južnog Balkana, bio je pod utjecajem zapadnog umjetničkog stila, kako bi zadovoljio šire ukuse svojih poslodavaca. Djela mu se nalaze u srpskim pravoslavnim crkvama po Hrvatskoj, Mađarskoj i Vojvodini, te u pravoslavnim crkvama u Albaniji.
Četirević Grabovan smatra se jednim od najboljih ikonopisaca druge polovice 18. stoljeća. Oblikovao je predodžbe o kasnosrednjovjekovnom, tzv. „zoografskom” slikarstvu koje je donio iz rodnog kraja i upijao traženi novi, barokni stil. Razvio je originalan stil, nešto tradicionalniji u odnosu na druge srpske ikonopisce tog doba. S druge strane, Četirević Grabovan bio je znatiželjan i usvojio je mnoge barokne značajke razvijajući hrabriji, samostalniji stil, s izvrsnim baroknim modeliranjem figura, naturalističkim portretima i izostankom zlatne pozadine. U nekim svojim djelima (ikonostas u Stolnom Biogradu u Mađarskoj) svojom svjetlosnom paletom čak se približava rokoko stilu. Radio je brzo, jer je imao pomoćnike. Čini se da je radio i kao drvorezbar.
Oslikao niz ikonostasa, u crkvama i manastirima. Ovo je popis nekih njegovih djela:
- Crkva svetog arhanđela Gavrila u Molovinu kraj Šida (1772.) (ovaj ikonostas bio je naslikan za crkvu u Tovariševu 1772., a od 1818. je u Molovinu)
- Manastir Orahovica (1775.) (dio ikonostasa uništen u Drugom svjetskom ratu i u Domovinskom ratu)
- Manastir Lepavina kod Koprivnice (1775.) (ikonostas uništen u Drugom svjetskom ratu)
- Crkva u Stolnom Biogradu u Mađarskoj (zajedno s Grigorijem Popovićem, 1776.)
- Crkva sv. Petke u Podgorcima kraj Bjelovara (1777.)
- Crkva sv. Georgija u Velikom Pogancu kod Koprivnice (1779.)[4]
- Crkva sv. Petra u Gudovcu kraj Bjelovara (1780.) (prvotno je ikonostas, bio u Gornjim Sredicama)
- Crkva sv. Pravednog Lazara u Velikoj Pisanici kraj Bjelovara (1780.)
- Crkva sv. Pantelejmona u Pavlovcu kod Bjelovara (1783.)
- Crkva sv. Petra i Pavla u Slatini (1785.) (ikonostas uništen u Drugom svjetskom ratu)

Sa svojim bratom Gjergjom oslikao je i mnoge crkve u Srbiji i Albaniji, poput crkve Uspenja Presvete Bogorodice u Beratu, crkve Svetog Nikole u Vanaju i crkve Svetog Atanasija u Karavasti.